# Ukrajinske željeznice
Ukrajinske željeznice (ukrajinski: Укрзалізниця, Державна адміністрація залізничного транспорту України) je monopolistička državna tvrtka koja se bavi željezničkim prometom u Ukrajini. Sjedište je u Kijevu. 
Ukrajinske željeznice imaju 375.000 zaposlenih, što ih čine jednom od najvećih tvrtki u zemlji. Tvrtka je osnovana 1991. godine, kada su se padom Sovjetskoga Saveza raspale sovjetske željeznice, kao tvrtka. Dijeli se u šest podružnica sa sjedištima: u Donecku, Lvivu, Odesi, Harkovu, Kijevu i Dnjipru.

## Željeznička mreža
Ukrajinska željeznička mreža je relativno gusta, ima 22.300 km, od čega je 9169 km elektrificirano. U tijeku je elektrifikacija osobito oko Poltave. Galicija i Donbas imaju najgušću mrežu. Širina kolosijeka iznosi 1520 mm kao i u Rusiji. Djeluje 1,684 kolodvora. 